# ラジカル・ドリーマーズ -盗めない宝石-
『ラジカル・ドリーマーズ -盗めない宝石-』（ラジカル・ドリーマーズ ぬすめないほうせき、RADICAL DREAMERS -盗めない宝石-）は、1996年2月3日にスクウェア（現スクウェア・エニックス）からスーパーファミコン用のゲーム配信サービス「サテラビュー」で配信された、サウンドノベル形式のアドベンチャーゲーム。

## 概要
選択肢によって複数のシナリオに分岐するマルチストーリーの作品であり、初めからプレイできるメインシナリオの「Kid 盗めない宝石編」は、1995年に同社から発売された『クロノ・トリガー』から直接繋がる物語となっている。1999年に同社から発売された『クロノ・クロス』の原型となった作品でもある。
2022年4月7日発売の『クロノ・クロス:ラジカル・ドリーマーズ エディション』（Nintendo Switch、PlayStation 4、Xbox One、Steam）にリマスター版が収録された。
本作と同じく光田康典が作曲を手掛けた、1998年発売の『ゼノギアス』で使用されたBGM「盗めない宝石」、および1999年発売の『クロノ・クロス』のエンディングテーマ「RADICAL DREAMERS 〜盗めない宝石〜」は、いずれも本作のゲームタイトルと同様の曲名を冠している。

## ゲームシステム
基本的には、チュンソフトの『弟切草』や『かまいたちの夜』に代表されるようなノベルゲームの体裁となっており、文章を読み進める途中で出現する選択肢を選んでいくことで、ストーリーが進行・変化していく。ただし、一部の選択肢にはリアルタイムの時間制限が存在し、決定が遅かった場合は同じ選択肢でも内容が変わることがあったり、場合によっては一定時間を越えると勝手に話が進んでしまうものもある。
探索中、ランダムで敵キャラクターとエンカウントすることもあり、ザコとの戦闘に突入する。また、特定のポイントではボスキャラクターとの戦闘イベントも発生する。これらの戦闘もノベル形式で選択肢を選んで進行するが、先述の時間制限付きの選択肢が存在するほか、行動の選択によってはランダムで成否の結果が変化するものもある。
ザコ戦やイベント戦闘、トラップなどでダメージを受けた場合、主人公のヒットポイント（HP）が減っていき、HPが完全に無くなるとその場でゲームオーバーとなる。このHPは内部的に設定されているため数値を確認することはできないが、戦闘後の主人公の台詞などである程度の減少度を判断可能である。一部の箇所に設定された食べ物や回復魔法などのイベントでHPを回復することができる。
HPとは別に、ヒロインであるキッドの主人公に対する好感度も設定されており、主人公の取った態度や行動によって刻々と変化していく。ヒロインの好感度の高低により、イベント内容の変化やエンディングの分岐が行われる場合もある。

## ストーリー
この作品は7つのシナリオが存在し、1つのシナリオをクリアするごとに1つ追加、という形で出現していく。
共通設定
主人公の少年セルジュは、盗賊の少女キッド、魔術師ギルと共に3人組の盗賊団「ラジカル・ドリーマーズ」を組んでいる。彼らはある夜、辺境の貴族であるヤマネコ大君の館に忍び込み、秘宝「凍てついた炎」を求めて邸内を探索する。
大まかな導入部はそれぞれ共通しているが、シナリオによりストーリーやキャラクターの設定が大幅に変化する。いくつかのシナリオは複数のエンディングに分岐する。
Kid 盗めない宝石編 （シナリオ：加藤正人）
本作のメインシナリオにあたる、キッドとヤマネコの因縁の対決を描くストーリー。『クロノ・トリガー』の設定を下敷きにした話であり、後の『クロノ・クロス』の原型。キッドの育ての姉がルッカであることが判明する。
ギル 愛と勇気の駈け落ち編 （シナリオ：生田美和）
ギルと、ヤマネコの養女リデルが駈け落ちする恋物語。
ひまわりとキッド編 （シナリオ：島本誠）
謎のひまわりの怪物からキッドを救い出す。コミカルでシリアスな遊び心のあるシナリオ。結末が複数に分岐する。
激闘撲滅流星刑事編 （シナリオ：種子島貴）
宇宙刑事ギルが火星大王ヤマネコを追うSF風コメディー。
帰郷・灯のシェア編 （シナリオ：種子島貴）
幽霊などが登場するホラー調の物語。キッドと、その恩人シェアの関係を描く。
謎の巨神兵器・パラダイスX編 （シナリオ：福川大輔）
途中まではメインシナリオ「Kid 盗めない宝石編」と全く同じ展開だが、終盤の展開が巨大メカ決戦となる。
影の王国・死の女神編 （シナリオ：生田美和）
影の王国と死の女神を巡るファンタジー調のストーリー。キッドとの好感度で結末が分岐する。
なお、本作のオープニングは「とある少年が数年前に亡くなった祖父の古い日記帳を見付ける」という導入になっており、各シナリオのエンディングはかつて冒険したセルジュの孫の「セルジュ」が日記帳を読み終わり、幼馴染の少女から呼びかけられるシーンで締めくくられている。

## 登場キャラクター
同名のキャラクターも、『クロノ・クロス』とは設定やデザイン（髪の色や外見）が異なっている。また、シナリオによって設定が一部変化する。
キャラクター名の後ろの括弧内に英語表記を記す。2種類あるものは、前者が日本語版、後者がリマスターにおける英語版。
セルジュ（Serge）
本作の主人公。元々は旅の楽師だった少年。理由は不明だが、3年前よりキッドやギルとともに盗賊稼業をしている。キッドには密かに思いを寄せている。
一人称は「ボク」で、気性はそれほど強くはなく、戦闘能力も他の二人には敵わない。『クロノ・クロス』のセルジュとは髪の色が異なり、金髪である。また、ノベルゲームという性質上、終始無口な『クロノ・クロス』のセルジュとは異なり、積極的に喋る。
キッド（Kid）
本作のヒロイン。盗賊の少女。金目のものには目がなく、一人称が「オレ」など男勝りな言動や行動が目立つ。年齢はまだ17歳にも満たないが、盗賊団「ラジカル・ドリーマーズ」のリーダー格であり、その腕はかなりのもの。セルジュに対する好感度が設定されており、それ次第で結末が変化するものもある。
ギル（Gil / Magil）
セルジュ、キッドと行動を共にする、顔の上半分を仮面で覆ったハイクラスな闇の魔導士。通称「影のギル」。年齢は30歳くらいの見た目で、キッドとは昔からコンビを組んでいたらしい。
「Kid 盗めない宝石編」での正体は『クロノ・トリガー』に登場した「魔王ジャキ」である（ゲーム中では明確に「ジャキ」と名乗ることはない）。3人組の中で唯一『クロノ・クロス』には名前のみの登場。
その他、「ギル 愛と勇気の駈け落ち編」ではリデルの幼馴染・ギルバート（通称・ギル）、「激闘撲滅流星刑事編」では宇宙刑事トウバンジャン、「影の王国・死の女神編」では影の王国の死神など、シナリオによって大幅に正体が変化する。
ヤマネコ大君（Yamaneco / Linx）
辺境レジオーナの貴族。本作の悪役でキッドの宿敵。ネコのような長い髭を蓄えた男性だが、『クロノ・クロス』のヤマネコとは違い普通の人間に近い容姿となっている。蛇骨大佐を殺害し、そのすべてを奪い取った。
リデル（Riddle / Riddel）
ヤマネコの養女。かつてこの地一帯である西のゲルズブーレ地方を治めていた蛇骨大佐の娘。『クロノ・クロス』のリデルとは髪の色が異なり、金髪である。

## 主なスタッフ
- 監督・脚本・演出
  - 加藤正人 - 「Kid 盗めない宝石編」
- 脚本・演出
  - 生田美和 - 「影の王国・死の女神編」、「ギル 愛と勇気の駈け落ち編」
  - 島本誠 - 「ひまわりとキッド編」
  - 種子島貴 - 「激闘撲滅流星刑事編」、「帰郷・灯のシェア編」
  - 福川大輔 - 「謎の巨神兵器・パラダイスX編」
- 美術監督
  - 蒲田泰彦
- グラフィック
  - 新井考
  - 寺田努
  - 臼田忠泰
  - 代島学
  - 内山博
  - 小倉良則
  - 毛利勉
  - 山本広人
- 画面構築
  - 福川大輔
- 音楽監督・作曲
  - 光田康典

## 移植について
サテラビューのサービスはすでに終了しており、配信終了以降も他機種への移植は長らく行われておらず、サテラビュー本体と配信当時のデータを保存したメモリーパックを用意する以外は正式にプレイする手段はないとされていた。1999年に『クロノ・トリガー』がプレイステーションへ移植される際、開発チームから、この作品ならび『クロノ・クロス』の監督でもある加藤正人に『ラジカル・ドリーマーズ』を同時収録したいとの打診があったのだが、加藤は、自分で今読むと非常に恥ずかしいという理由により収録を断っている。2008年に『クロノ・トリガー』がニンテンドーDSへ移植された際も、本作を入れてしまうと『トリガー』とは別の方向に話が行ってしまう部分があるという理由により未収録となっているものの、加藤は、いずれ何かしら別の形で収録できればと話し合っているが、まだどうなるかは分からないという旨をコメントしていた。
サテラビューは日本国内のみのサービスだったため、本作は公式には後述のリマスター版が出るまで長らく日本語版しか存在しなかったが、日本国外のファンがROMハッキングにより非公式に英語やフランス語での翻訳を行ったバージョンが存在する（en:Radical Dreamers#Fan translation）。
2022年4月7日に『クロノ・クロス』のリマスター版である『クロノ・クロス:ラジカル・ドリーマーズ エディション』が複数のプラットフォーム（Nintendo Switch、PlayStation 4、Xbox One、Steam）で発売され、実に26年越しに本作『ラジカル・ドリーマーズ』のリマスター版も同時収録されている。フォントが変更された他、新たに多言語対応となり、日本語に加えて英語、フランス語、イタリア語、ドイツ語、スペイン語にも対応している。

## 『クロノ・クロス』との関係
本作は後の『クロノ・クロス』の雛形となり、その内容や設定などは、同作のオープニングやエンディング、ゲーム中のイベントなどの各部分に色濃く引き継がれている。本作に使用された楽曲の数々も、『クロノ・クロス』でアレンジされて再び使用されているものが多い。ただし、舞台や細部の設定などは両者で多くの相違点がある。
『クロノ・クロス』作中における序盤のイベントである「蛇骨館潜入イベント」は、本作『ラジカル・ドリーマーズ』の話が凝縮された格好になっており、「館に3人が侵入する」というシチュエーションや、登場人物の設定、館内の各部屋の構造などに、本作との多くの類似点が見られる。
また、『クロノ・クロス』作中に登場する施設「クロノポリス」では、本作『ラジカル・ドリーマーズ』の冒頭部分をベースにした手記の記録を再生するイベントが存在し、本作の物語は（『クロノ・クロス』の2つの世界から見て）「さらに別の世界の記録」と語られている。また『クロノ・クロス アルティマニア』では、「異なる次元で展開する、セルジュのもうひとつの物語」として本作『ラジカル・ドリーマーズ』が紹介された。このイースターエッグは『ラジカル・ドリーマーズ』未登場であった日本国外における『Chrono Cross』にも搭載され、英語版では本作の登場人物の名前も同作における名前（Serge、Kid、Lynxなど）にされているほか、ギルの名前は「Magil」、ゲームタイトルは「Radical Dreamers - Le Trésor Interdit -」（副題部分はフランス語で「禁断の宝」）として翻訳されている。